# 虹色スキャンダル
「虹色スキャンダル」（にじいろスキャンダル）は、1986年2月26日に発売された松本典子の4枚目のシングル。

## 概要
表題曲の作曲は、当時まだメジャー・デビュー前だった久保田利伸が手掛けている。
B面曲「感性のままに」は、1986年2月公開の東映映画『ザ・サムライ』の挿入歌。

## 収録曲
1. 虹色スキャンダル
  - 作詞：湯川れい子 / 作曲・コーラスアレンジ：久保田利伸 / 編曲：中村哲
2. 感性のままに
  - 作詞：千家和也 / 作曲：三木たかし / 編曲：瀬尾一三

## 参考資料
- 1985.03.21 松本典子 | アイドル・ポップ・データベース